# 亡人落道
亡人落道是道教術數家、民間喃嘸師用死者行年推論亡魂投生的方法，按天道、地道、人道、佛道、鬼道和畜道置於掌中，循環計算，推演結果寫於「殃榜」或「喪榜」；流行於廣東、福建、台灣一帶和國外粵閩華人社群中。

## 概論

### 起源
佛云有六道輪迴，眾生依其業力轉生天道、阿修羅道、人道、畜生道、餓鬼道和地獄道。佛教傳入汉土後，此說融入民俗之中，陰陽家據此演化出《六道輪迴掌訣》，但捨去“阿修罗道”，復增“佛道”，即所傳的道教六道輪迴「天道、地道、人道、佛道、鬼道、畜道」。

### 演算方法
《起例口訣》曰：「男命順天行，女命逆佛走；十歲移一位，小數一一算。」按此訣計男化命應起於天道順行計算，即天道、地道、人道、佛道、鬼道、畜道；計女化命應起於佛道逆行計算，即佛道、人道、地道、天道、畜道、鬼道。喃嘸師傅首先取得亡人的年歲和冥辰八字，先按「秩」（十歲）開始推算，餘歲再逐推算之；倘若要將年、月、日、時逐個計算，仍按此法。

#### 例一
男化命虛歲八十七，終於丁酉年八月初五巳時。按此：
- 【年令】天道起始順行計算：天（一秩）、地（二秩）、人（三秩）、佛（四秩）、鬼（五秩）、畜（六秩）、天（七秩）、地（八秩）；餘七歲逐一一推算之，人（八十一歲）、佛（八十二歲）、鬼（八十三歲）、畜（八十四歲）、天（八十五歲）、地（八十六歲）、人（八十七歲），推算亡魂投生「人」道。

倘若要將其餘逐個計算，按此：
- 【月令】年上起月順行計算：人（正月）、佛（二月）、鬼（三月）、畜（四月）、天（五月）、地（六月）、人（七月）、佛（八月），推算亡魂投生「佛」道。
- 【日令】月上起日順行計算：佛（初一）、鬼（初二）、畜（初三）、天（初四）、地（初五），推算亡魂投生「地」道。
- 【時令】日上起時順行計算：地（子時）、人（丑時）、佛（寅時）、鬼（卯時）、畜（辰時）、天（巳時），推算亡魂投生「天」道。

#### 例二
女化命虛歲八十七，終於丁酉年八月初五巳時。按此：
- 【年令】佛道起始逆行計算：佛（一秩）、人（二秩）、地（三秩）、天（四秩）、畜（五秩）、鬼（六秩）、佛（七秩）、人（八秩）；餘七歲逐一一推算之，地（八十一歲）、天（八十二歲）、畜（八十三歲）、鬼（八十四歲）、佛（八十五歲）、人（八十六歲）、地（八十七歲），推算亡魂投生「地」道。

倘若要將其餘逐個計算，按此：
- 【月令】年上起月逆行計算：地（正月）、天（二月）、畜（三月）、鬼（四月）、佛（五月）、人（六月）、地（七月）、天（八月），推算亡魂投生「天」道}
- 【日令】月上起日逆行計算：天（初一）、畜（初二）、鬼（初三）、佛（初四）、人（初五），推算亡魂投生「人」道。
- 【時令】日上起時逆行計算：人（子時）、地（丑時）、天（寅時）、畜（卯時）、鬼（辰時）、佛（巳時），推算亡魂投生「佛」道。

## 歌訣
《六道輪迴掌訣》詩云：「天道進田祿，地道地府行，人道即超生，佛道終歸善，畜道人不利，鬼道害人丁。」民間據稱天道往生天界、地道投生陰司，為吉；人道再世做人、佛道轉世修行，次之；鬼道託生孤魂、畜道淪為牲畜，為凶。 所以亦有喃嘸師傅為免家屬感到不安，將鬼、畜道改稱「仙道」。

## 佛家的判斷法
在漢傳佛教中也有判斷亡人落到六道（天、人、阿修羅、地獄、鬼、畜生）或五道（阿修罗派入各道而不单列）的哪一道的方法，但不是根據生辰推算的方法，而是根據去世前的征兆、境界和死亡時的身體表現來判斷。
第一種是依據近代佛門泰斗印光大師所教導的試探體溫判斷往生道法，人在斷氣後，神識逐漸離開肉體，投生到不同的境界，所離開的部位不同，體溫也會在對應的部位最後散去；這個方法需要用手在亡者遺體的各部位小心試探體溫，但不宜觸碰遺體，因為根據佛家所言儘管醫學上判斷死亡後，神識通常需要12小時甚至一兩天或更久的時間來離開遺體，此時身體仍然有觸感，輕微的觸碰也會引起亡者神識的緊張或疼痛，如果亡者此時發嗔心，可能會牽引墮落到惡道（地獄、鬼、畜生）中。口訣有“顶聖、眼生天，人心、饿鬼腹，畜生膝盖离，地狱脚板出。”意爲：
1. 當發現遺體通身冰涼，頭頂仍然發熱，則是瑞相，亡者生前必發願往生極樂世界而今得決定往生。
2. 當發現遺體通身冰涼，眼目、額頭一帶發熱，亡者因生前行善得生天道。
3. 當發現遺體通身冰涼，心臟一帶發熱，亡者得生人道。
4. 當發現遺體通身冰涼，肚腹一帶發熱，亡者因生前貪慾過甚得生餓鬼道。
5. 當發現遺體通身冰涼，膝蓋發熱，亡者因生前癡念過甚得生畜生道。
6. 當發現遺體通身冰涼，腳底板發熱，亡者因生前作大惡業得生地獄道。[5]

第二種，根據佛經《守护国界主陀罗尼经》之〈阿阇世王受记品第十〉記載，“若人命终当堕地狱有十五相，当生饿鬼有八种相，当生畜生有五种相，当生人、天各有十相。”
- 地獄十五相現前證明亡者當墮最惡、最苦的阿鼻地獄[8]：

1. 對伴侶、親眷瞪眼惡視；
2. 兩手在空中亂比劃；
3. 好言好語的勸說已不能聽從，回話兇惡，如對仇敌；
4. 悲泣哭啼；
5. 大小便失禁，不能自控；
6. 眼睛緊閉不能睜開；
7. 常常將頭掩蓋、遮蔽起來；
8. 飲食需要側臥著，不能仰面進行；
9. 身體、口中發出惡臭；
10. 腿腳發抖顫動，不能安放；
11. 鼻樑傾斜塌下；
12. 左眼瞤跳[註 1]；
13. 雙目顏色變深，呈現紅或黑色；
14. 常常臥躺，趴在床上；
15. 踡縮身體，左邊臂脅在下側臥。

- 餓鬼八相現前證明亡者當墮餓鬼道，生在閻羅王地獄界或人世間的餓鬼界：[9]

1. 喜歡舔舐嘴唇；
2. 身體發熱如同著火；
3. 常感到飢、渴難耐，不斷說要吃喝；
4. 張著口不閉上；
5. 雙目乾枯無神，如同鷹鷲或孔雀等鳥目；
6. 沒多少小便，大便遺漏失禁；
7. 感到膝蓋發冷，並且是右膝先冷；
8. 右手常握成拳狀，如同慳吝執著財物不予他人。

- 畜生五相現前證明亡者當墮畜生道：[10]

1. 對伴侶、子女戀視久久不捨；
2. 手指、腳趾踡縮著不放開；
3. 全身汗流不止；
4. 聲音粗澀不好聽；
5. 口中不停咀嚼，沒有東西也要咀嚼唾沫。

- 人道十相現前證明亡者當生人道：[11]

1. 臨終時心意柔軟，言語善良，不發脾氣，甚或歡喜心、無憂慮；
2. 身上沒有痛苦；
3. 憶念自己的父母，能夠輕輕地說話；
4. 對自己的伴侶、子女有憐憫心，溫柔地看著他們，沒有特別的不捨留戀，亦沒有嗔怪憤怒，想聽到兄弟姊妹的名字；
5. 對外境的善惡能夠分辨，不受惡緣擾亂；
6. 心意正直，不會有陷害、欺誑他人的念頭；
7. 能夠清楚知道親友為我團聚一處，共相保護跟隨我；
8. 對自己平生成就的家庭、事業感到心意滿足、稱讚；
9. 記得自己的財物儲放的地方，能夠囑咐伴侶、子女去取回；
10. 在有佛教的地方，能夠對佛法僧心存敬重，口中也能念皈依佛法僧，在沒有佛教的地方也能皈敬有德行、神通的大德。

- 天人十相現前證明亡者當生天道：[12]

1. 心生怜愍；
2. 心生善良；
3. 心生欢喜；
4. 保持正念，不掉舉昏沉；
5. 沒有惡臭的氣味；
6. 鼻梁不歪斜塌下；
7. 心无嗔恚、怨怒；
8. 对家中的财宝、伴侶、親眷，沒有絲毫爱恋心，心態非常平靜；
9. 眼目的顏色清淨，沒有變出奇怪的顏色；
10. 習慣仰面平躺，面容含笑，並能见到天人來接引。

- 另外還有往生净土的十种瑞相，是發願往生淨土的行者修行成功的境界，出現其中一種或多種瑞相就能決定往生淨土，但此境界是聖人所見，凡夫通常無緣見到[7]。

1. 心不颠倒，没有恐惧；
2. 预知时至，能夠感知到自己大限已到，有的還能知道準確的去世時間；
3. 净念不失，心中一直欣向净土，出離娑婆；
4. 洗漱更衣，預知死時後會在何時的機會先行盥洗、漱口、更换衣服；
5. 能夠保持念佛，或出聲唸誦，或心中默念；
6. 起身端坐，合掌禮敬，面向淨土方向；
7. 异香满室，有淨土聖人來接引時，聖人所帶來的香氣周邊房間，在場有緣者能夠嗅聞到；
8. 身上發出光明；
9. 梵樂在虛空中奏響；
10. 有的能夠留下讚偈，鼓勵大眾修行，堅定其信心。

## 另見
- 回魂
- 五趣
- 六道
- 掌中訣
- 達摩一掌經